# Buick Century
Buick Century (ˈt͡sɛːnt͡ɕʊɹɪ) — автомобиль выпускавшийся отделением Buick американской компании General Motors в 1936—1942, 1954—1958 и 1973—2005 годах.
Автомобили под маркой Buick Century выпускались с перерывами почти полвека. Впервые они появились в 1936 году и производились в течение шести лет, затем были возрождены на четыре года в 1954 году. Автомобили этих поколений имели укороченный кузов и V-образный 8-цилиндровый двигатель, формируя сегмент мощных и быстрых автомобилей Buick. Отсутствие автомобилей такого типа в гамме моделей фирмы и послужило причиной возрождения марки в 1973 году. Топливный кризис и законодательные нормы по экономии бензина вынудили сделать новый Buick Century меньше и перевести его в класс среднеразмерных автомобилей. Таким он и будет производиться в течение следующих 32-х лет.

## 1936—1942
В 1936 модельном году всем автомобилям марки Buick были присвоены имена собственные вместо цифровых индексов. Так модель Series 60 превратилась в Century.

## 1954—1958
При возрождении модели Century в компании Buick пошли по проверенному пути: объединили кузов небольшого и лёгкого Buick Special с самым большим мотором V8 объёмом 322 кубических дюйма (5,3 л) от Buick Roadmaster.
В 1954 году в гамме моделей Buick Century впервые появились автомобили с кузовом универсал (Estate Wagon, model 69). Кроме универсала выпускались автомобили с кузовом седан (model 61), купе (Riviera Coupe, model 66R) и кабриолет (Convertible Coupe, model 66C). Автомобили красились в цвета девятнадцати различных оттенков. Кузов устанавливался на лонжеронную раму с Х-образной поперечиной. База автомобилей была равна 122 дюймам (3100 мм), она останется неизменной для всех Buick Century 50-х годов. Автомобили оснащались V-образным 8-цилиндровым верхнеклапанным нижневальным (OHV) двигателем рабочим объёмом 5,3 л и мощностью 195 л.с. (bhp) при 4100 об/мин. Четырёхкамерным карбюратором с падающим потоком смеси, 12-вольтовой системой зажигания с распределителем и катушкой. Ёмкость топливного бака — 19 галлонов (86 л). В стандартном оснащении автомобили оборудовались полностью синхронизированной трёхступенчатой коробкой передач с ручным управлением, автоматическая коробка передач «Dynaflow» устанавливалась по заказу. Сухое однодисковое сцепление (10,5 дюймов), карданный вал и гипоидная главная передача (3,9) приводили в движение задние колёса. Рулевое управление — винт-шариковая гайка, за дополнительную плату можно было установить усилитель. Передняя подвеска независимая пружинная бесшкворневая c шаровыми шарнирами, со стабилизатором и телескопическими амортизаторами. Задний мост с реактивной трубой, пружинами, на двух продольных рычагах, тягой Панара и рычажными амортизаторами. Гидравлический привод тормозов, барабанные тормозные механизмы (12 дюймов) на всех колёсах, усилитель устанавливался по заказу. Шины размерности 7,6х15 (195х15) устанавливались на стальные колёса размерности 6х15, за дополнительную плату можно было установить колёса со спицами.
Всего было выпущено 81 982 автомобиля, из них больше всего купе — (45 710 шт.).
Дизайн модели 1955 года создавался под руководством Харли Эрла, автомобиль получился стильным, соответствующим девизу фирмы на этот год: «На острие моды — Потрясение года (Forefront of fashion — Trill of the year)».
С технической точки зрения автомобиль изменился мало. За счёт модернизации (увеличена степень сжатия, новые поршни, вкладыши, изменённый блок цилиндров) была повышена до 236 л.с. (bhp)  мощность двигателя. Автомобиль стал короче (5250 мм) и уже (1935 мм). На автомобилях появились бескамерные шины. Серьёзно расширился список дополнительного оборудования, теперь в него помимо новой автоматической коробки передач с гидротрансформатором изменяемого шага «Variable Pitch Dynaflow» входили тонированные стёкла, автоматически срабатывающий при включении стеклоочистителей омыватель ветрового стекла, фонарь заднего хода, радиоприёмник, электростеклоподъёмники, электропривод регулировки сидений, кондиционер, отопитель, усилители рулевого управления и тормозов. Появился новый тип кузова — 4-дверное купе (Century Riviera, model 63).
Небольшой (по американским меркам), лёгкий и быстрый автомобиль очень понравился полицейскими. Дорожная полиция Калифорнии (California Highway Patrol) даже заказала партию специальных 2-дверных седанов. Автомобили с таким кузовом не предлагались для широкой продажи, а делались только по заказу. В первом сезоне телесериала «Дорожный патруль (Highway Patrol)» герой Бродерика Кроуфорда (Broderick Crawford) как раз ездил на таком автомобиле.
Всего было изготовлено 158 796 автомобилей, больше всего купе — (80 338 шт.), 2-дверных седанов — 270 шт. Это был самый успешный год для Buick Century данного поколения.
Автомобиль 1956 года был внешне очень похож на машины предыдущего года, наиболее заметные отличия — продолговатые, вместо круглых декоративные элементы на передних крыльях, «вдавленные» клыки переднего бампера и новая, в форме самолёта эмблема на капоте. Главным техническим новшеством автомобилей этого года стал отказ от коробки передач с ручным управлением, теперь на все модели устанавливалась только автоматическая коробка передач. Из других новшеств можно отметить усиленные боковые лонжероны рамы, новые опоры двигателя, снизившие передачу вибраций на кузов. Мощность двигателя возросла до 255 л.с. (bhp) при 4400 об/мин. Была полностью изменена выхлопная система: появились раздельные выпускные коллекторы для каждой пары цилиндров, а сама система была разделена на две параллельные, отдельная для каждого блока цилиндров. Правда, такая выхлопная система устанавливалась не на все автомобили. Задний мост был переработан, изменено передаточное отношение главой передачи (3,36), в задней подвеске появились телескопические амортизаторы. Регулировка сидений с электроприводом стала «шестинаправленной»: вперёд-назад, вверх-вниз и по наклону спинки. Воздуховоды отопителя и кондиционера стали едиными, поэтому кондиционер «переехал» из багажника под капот. Для безопасности верхняя часть приборной панели была покрыта мягким материалом. В фарах головного освещения были установлены новые лампы. Спинки сидений универсала могли складываться по частям в соотношении 1/3 и 2/3.
Всего было изготовлено 102 189 автомобилей, из них больше всего — 4-дверных купе (35 083).
Дизайн модели 1957 года во многом перекликался с представленным годом ранее концепт-каром Buick Centurion Concept. Особенно красивым получился универсал, которому было присвоено новое имя «Caballero». За счёт переработки шасси́ «от носа до кормы»: — как написано в фирменном проспекте, автомобили стали существенно ниже. Но главным в этом году было появление абсолютно нового V-образного, 8-цилиндрового 6-литрового двигателя мощностью 300 л.с. (bhp) при 4600 об/мин. Форма камер сгорания, блоки цилиндров, коленвалы, поршни, система смазки — всё в этом двигателе было новым. Опоры силового агрегата были сконструированы и расположены таким образом, чтобы максимально гасить колебания двигателя. Для работы со столь мощным двигателем была усилена рама, трансмиссия и задний мост, изменено передаточное число главной передачи (3,07). Была переработана передняя подвеска, установлен более мощный стабилизатор поперечной устойчивости. Ёмкость топливного бака возросла до 20 галлонов (91 л).
Всего было изготовлено 65 966 автомобилей, из них больше всего — седанов (26 589 шт.).
В 1958 году внешний вид автомобиля был вновь изменён, наиболее заметными новшествами стали четыре фары и огромные хромированные накладки на задних крыльях. Слегка модернизированный двигатель получил новое обозначение — B-12000, указывающее на то, что каждый цилиндр двигателя во время рабочего хода выдаёт силу в 12 000 фунтов. На заказ можно было установить новую автоматическую коробку «Flight Pitch Dynaflow». В отличие от стандартной, в ней шаг лопастей гидротрансформатора менялся бесступенчато. Также, по заказу можно было установить подвеску с пневматическими упругими элементами. Кроме повышения комфорта она позволяла, при необходимости, поднимать кузов автомобиля почти на 15 см. Для лучшего охлаждения стали стандартно устанавливать спереди алюминиевые с наружным оребрением тормозные барабаны вместо чугунных. В списке дополнительного оборудования появился недорогой портативный кондиционер, устанавливаемый в салоне.
Но ничто не могло остановить падение спроса. Всего было выпущено 37 746 автомобилей, из них больше всего 4-дверных купе (15 171 шт.). В следующем году фирма Buick полностью изменила модельный ряд автомобилей, Century был заменён новой моделью Buick Invicta.